# Renton, Skottland
Renton är en ort i Storbritannien.   Den ligger i kommunen West Dunbartonshire och riksdelen Skottland, i den nordvästra delen av landet, 600 km nordväst om huvudstaden London. Renton ligger 12 meter över havet och antalet invånare är 2 145.
Terrängen runt Renton är kuperad österut, men västerut är den platt. Renton ligger nere i en dal. Runt Renton är det tätbefolkat, med 881 invånare per kvadratkilometer. Närmaste större samhälle är Paisley, 18,2 km sydost om Renton. Trakten runt Renton består i huvudsak av gräsmarker.